# 品川県

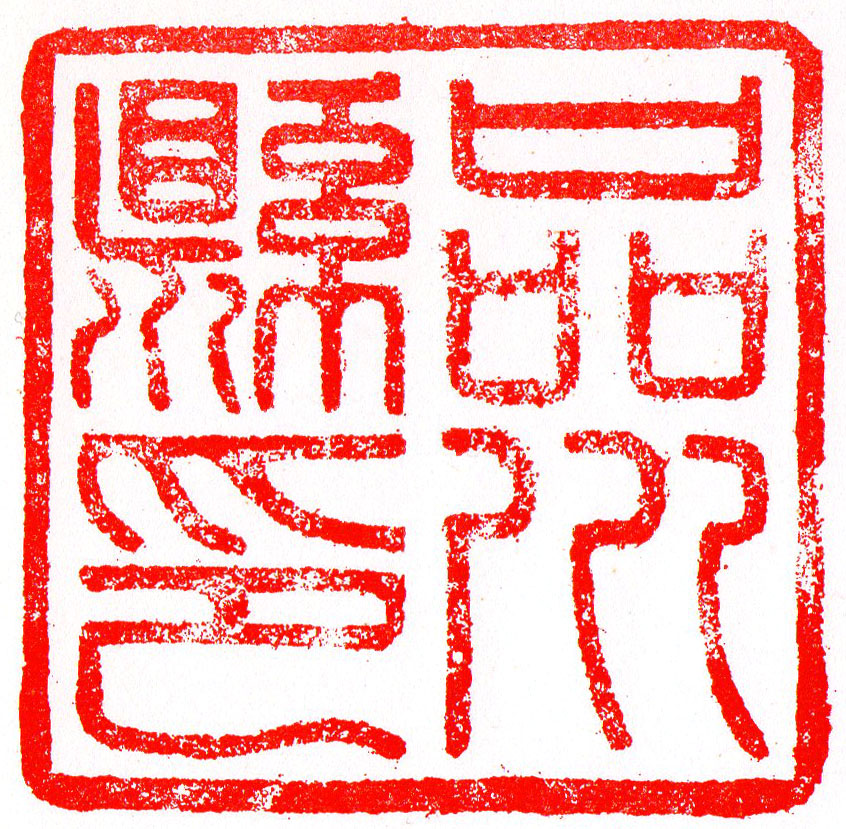
品川県印影。明治2年11月制定。

品川県（しながわけん）は、1869年（明治2年）に武蔵国内の旧幕府領の管轄のために明治政府によって設置された県。
概ね現在の東京都品川区・目黒区・大田区・世田谷区・練馬区・杉並区・中野区・新宿区・渋谷区および、いわゆる多摩地区の東部・南部、さらに埼玉県・神奈川県の一部を管轄した。

## 概要
明治2年2月（1869年3月）、武蔵知県事・古賀定雄（一平）の管轄区域をもって品川県が設置された。品川県が設置された正確な日付は明らかになっていないが、1月30日付けの古賀一平役所触書に品川県役所と改称する旨の追って書きがあり、古賀一平役所触書としては2月2日付けが最後で、翌3日付けの品川県役所布達が存在していることから、この頃に設置されたものと考えられる。いずれにせよ、同時期設置の各県とまとめて2月9日に告示された。東京府（第1次）や韮山県、川越藩などとの管轄区域の交換を経て、主に東京の南郊から西郊を管轄した。
廃藩置県を経た第1次府県統合において廃止される。荏原郡・豊島郡内の管轄区域は東京府（第2次）が占め、新座郡・入間郡内の管轄区域は入間県が占めた。多摩郡内の管轄区域に関しては当初東京府と入間県に移管するとされたものの、横浜に居留する外国人の遊歩区域に含まれるとの上申により全体が神奈川県に移管され、このうち東部の一部については住民の運動により最終的に東京府に移管された。

## 県庁
もともと江戸近郊を支配する関東代官3名の役所は馬喰町御用屋敷（現・日本橋馬喰町二丁目）にあり、近郊に手代が常駐する出先機関が置かれていた。このうち荏原郡品川宿の貫目改所に出先があったことから品川口代官と呼ばれていたのが、品川県の前身にあたる（県名もこれに由来すると考えられる）。1869年（明治2年）の品川県設置にあたり、役所は馬喰町御用屋敷から旧小笠原弥八郎邸（現・日本橋浜町二丁目9番付近）に移転したが、一方でその当初に品川宿に出先が存在していたかは定かでない。
県庁舎の建設について史料に出てくるのは翌明治3年5月が初めで、その時点で品川宿へ県庁舎建設の計画があったことがうかがえる。計画地は東海寺本坊があった場所と伝えられ、現在は品川区立品川学園の敷地となっている。明治4年4月に荏原郡内の村々から集めた人足が仙台藩旧下屋敷（現・東五反田三丁目）の解体と東海寺への古材運搬に従事した記録が残っており、この頃から建築が始まったと考えられている。しかし建築中の同年7月9日（1871年8月24日）に台風のため倒壊したと伝えられている。着工後に府県統合が計画され、倒壊直後の7月14日に廃藩置県が実施されたこともあり、建築が再開されることはなかった。

## 沿革
- 明治2年
  - 2月9日（1869年3月21日） - 武蔵知県事・古賀定雄の管轄区域に品川県設置を告示[5]。
  - 4月10日（1869年5月21日） - 管轄区域のうち高麗郡と比企郡、および入間郡の一部を、多摩郡内の韮山県管轄地域の一部と交換することとされた[6]。韮山県から品川県への移管は7月11日[7]、品川県から韮山県への移管は8月7日[8]に実施された。
  - 12月18日（1870年1月19日） - 寄場組合を廃止し24の番組を設置[9]。
- 明治3年
  - 1月10日（1870年2月10日） - 社倉制度に反対する、旧関前村新田を中心とした武蔵野12村の農民数百名が品川県庁へ門訴を決行。武力を伴わない訴えであったが、知事古賀定雄はこれを武力で鎮圧し、首謀者を投獄した。（御門訴事件）
- 明治4年
  - 11月14日（1871年12月25日） - 品川県を廃止する。品川県の管轄した区域は主に入間県と東京府が占めることとされた（第1次府県統合）[10]。
  - 11月23日（1872年1月3日） - 多摩郡全域は神奈川県が占めることとされた[11]。
  - 12月5日（1872年1月14日） - 品川県の管轄区域のうち荏原郡と豊島郡、および多摩郡の一部が東京府へ移管される[12]。各区は品川口と新宿口に区分された。
  - 12月20日（1872年1月29日） - 品川県の管轄区域のうち新座郡と入間郡、および多摩郡の残部が入間県へ移管される[2]。
- 明治5年
  - 1月22日（1872年3月1日） - 多摩郡のうち東京府に移管された区域が神奈川県に移管される[13][2][注 1]。
  - 1月29日（1872年3月8日） - 多摩郡のうち入間県に移管された区域が神奈川県に移管される[2]。
  - 8月19日（1872年9月21日） - 多摩郡東部（現中野区・杉並区）が東京府の管轄に戻されることとされた[14]。実際の移管は9月10日（10月12日）に実施された[2]。

## 管轄地域
戸口34,511戸188,650人（府藩県別人員表）。
| 番組 | 村名 | 編入府県               |
| ---- | --- | ---------------------- |
| 1    | 南品川宿 北品川宿○ 歩行新宿 利田新田 二日五日市村 品川臺町 （門前町20を省略） | 東京府                 |
| 2    | 西大森村 東大森村 北大森村 大井村 不入斗村○ 久ヶ原村 上蛇窪村 下蛇窪村 堤方村 市ノ倉村 女塚村 新井宿村 下袋村 久ヶ原村 池上村 堤方村 御園村 北蒲田村                                                                                | 東京府                 |
| 3    | 古市場村 原村 古川村 道塚村 高畑村 八幡塚村 町屋村○ 雑色村 羽田村 増田新田 羽田猟師町 萩中村 糀谷村 鈴木新田 浜竹村 今泉村 蓮沼村 安方村 道塚村 小林村 蒲田新宿村 徳持村 矢口村 下丸子村 鵜ノ木村                                   | 東京府                 |
| 4    | 上沼部村 嶺村 雪ヶ谷村 石川村 馬込村 碑文谷村 小山村 桐ヶ谷村 中延村 谷山村 戸越村 道々橋村 池上村 居木橋村 上大崎村 下大崎村 馬込村 碑文谷村 下目黒村 中目黒村○ 中延村 永峯町 六軒茶屋町 道玄坂町飛地 東福寺門前 中目黒町 下目黒町 | 東京府                 |
| 5    | 經堂在家村 赤堤村 松原村 代田村 若林村 下北澤村○ 太子堂村 上馬引澤村 三宿村 池尻村 上目黒村 深澤村 中馬引澤村 下馬引澤村 野澤村 奥澤村 池澤村 等々力村 下野毛村 上北澤村 等々力村 衾村                                              | 東京府                 |
| 6    | 下高井戸村 上高井戸村 久我山村 大宮前新田○ 松庵村 中高井戸村 | 東京府→神奈川県→東京府 |
| 6    | 吉祥寺村 粕谷村 廻り澤村 下祖子ヶ谷村 上祖子ヶ谷村 舟橋村 横根村 大蔵村 | 東京府→神奈川県        |
| 7    | 烏山村 給田村 牟礼村○ 下蓮雀村 入間村 | 東京府→神奈川県        |
| 7    | 上蓮雀村 野崎村 野川村 上仙川村 中仙川村 下仙川村 深大寺村 北野村 | 入間県→神奈川県        |
| 8    | 和泉村 覺東村 小足立村 駒井村 喜多見村 上野村 | 東京府→神奈川県        |
| 8    | 国領宿 下布田宿 上布田宿○ 下石原宿 上石原村 上飛田給村 押立村 上給村 佐須村 芝崎村 金子村 大町村 下飛田給村 矢ヶ崎村 | 入間県→神奈川県        |
| 9    | 車返村 下染屋村 上染屋村 常久村 人見村 貫井村 上小金井村 下小金井村○ 下小金井新田 大澤村 | 入間県→神奈川県        |
| 10   | 府中宿○ 屋敷分村 本宿村 八幡宿 國分寺村 本多新田 戀ヶ窪村 内藤新田 戸倉新田 野中新田 是政村 小田分村 | 入間県→神奈川県        |
| 11   | 拜嶋村 熊川村○ 川崎村 五ノ神村 中里新田 福嶋村 郷地村 大神村 作目村 田中村 | 入間県→神奈川県        |
| 12   | 五日市村○ 引田村 渕上村 油平村 雨間村 野邊村 小川村 二ノ宮村 原小宮村 瀬戸岡村 中平井村 下恩方村 山入村 小津村 引田村 下平井村 山入村 小津村 二分方村 牛沼村 下壱分方村                                                             | 入間県→神奈川県        |
| 13   | 西分村○ 上師岡村 下師岡村 下師岡新田 吹上村 大門村 木野下村 今寺村 谷野村 藤澤村 今寺村 上成木村 今寺村 畑ヶ中村 日彰和田村 下村 | 入間県→神奈川県        |
| 14   | 上谷村 堂山村 川角村 駒寺野新田 上藤澤村 中藤澤村 下藤澤村○ 善蔵新田 南入曽村 北入曽村 入間川村 柏原新田 下奥留村 三ツ木村 加佐志村 風下新田 青柳村 増形村 藤倉村 山城村 大袋村                                                     | 入間県                 |
| 15   | 清水村 野口村 | 入間県→神奈川県        |
| 15   | 菩提樹村 山口町屋村○ 荒畑村 久米村 岩崎村 上新井村 山口堀之内村 打越村 新堀村 氷川村 北野村 北野新田 | 入間県                 |
| 16   | 久米川村 南秋津村 | 入間県→神奈川県        |
| 16   | 大岱村 北秋津村 所澤村○ 下新井村 岩岡新田 南永井村 北永井村 堀兼新田 平塚新田 牛沼分 神谷新田 中北野新田 | 入間県                 |
| 17   | 今泉村 上南畑村 南畑新田 下南畑村 宮戸村 浜崎村 上内間木村○ 田嶋村 下内間木村 溝沼村 同村 臺村 根岸村 上新倉村 下新倉村 白子村 宗岡村                                                                                               | 入間県                 |
| 18   | 下土支田村 上土支田村 下石神井村 上石神井村 竹下新田 | 東京府                 |
| 18   | 下井草村 上井草村 | 東京府→神奈川県→東京府 |
| 18   | 小榑村 下保谷村 野寺村 栗原村 上白子村○・橋戸村 十二天村 石井村 片山堀之内村 下中澤村 辻村 原ヶ谷戸村 下片山村 膝折村 | 入間県                 |
| 19   | 清戸下宿 下清戸村 神山村 落合村 小山村 中清戸村 上清戸村 野塩村 中里村 昆田村 | 入間県→神奈川県        |
| 19   | 坂之内村 城村 本郷村 上安松村 下安松村○ 亀ヶ谷村 北永井村 上翁村 | 入間県                 |
| 20   | 田無村○ 關前村 境村 梶野新田 關野新田 鈴木新田 野中新田 柳久保村 柳久保新田 前澤新田 南沢村 大沼田新田 | 神奈川県               |
| 20   | 西久保村 | 東京府→神奈川県        |
| 20   | 上保谷村 上保谷新田 | 入間県                 |
| 20   | 關村 | 東京府                 |
| 21   | 中野村○ 本郷村 本郷新田 雑色村 和田村 高圓寺村 新井村 下沼袋村 上沼袋村 馬橋村 阿佐ヶ谷村 堀之内村 和泉村 永福寺村 成宗村 田畑村 上荻窪村 下荻窪村 天沼村                                                                           | 東京府→神奈川県→東京府 |
| 22   | 中荒井村○ 下練馬村 上練馬村 中村 田中村 谷原村 | 東京府                 |
| 22   | 片山村 江古田村 下鷺ノ宮村 上鷺ノ宮村 | 東京府→神奈川県→東京府 |
| 23   | 牛込破損町 柏木村 西大窪村 東大窪村 諏訪村 下落合村 上落合村 葛ヶ谷村 角筈村○ 幡ヶ谷村 代々木村 上豊澤村 中豊澤村 上澁谷村 穏田村                                                                                                   | 東京府                 |
| 23   | 上高田村 | 東京府→神奈川県→東京府 |
| 24   | 内藤新宿○ 永住町 廣嶋町 | 東京府                 |

## 歴代知事
- 明治2年2月9日（1869年3月21日） - 明治2年7月20日（1871年8月27日）：知県事・古賀定雄（前武蔵知県事、元佐賀藩士）
- 明治2年7月20日（1871年8月27日） - 明治4年5月17日（1871年7月4日）：権知事・古賀定雄[16]
- 明治4年5月17日（1871年7月4日） - 明治4年5月19日（1871年7月6日）：知事・古賀定雄[17]
- 明治4年5月20日（1871年7月7日） - 明治4年11月13日（1871年12月24日）：大参事・牟田口通照

## ビール製造
明治2年（1869年）から、大井村浜川（現・品川区東大井三丁目）の土佐藩下屋敷跡にて、日本人経営による最初のビール製造が県営で行われた。しかし、明治4年10月（1871年）にはすでに製造機械のほとんどが大破していており、製造は短期間であった。1873年（明治6年）8月の書類には、「盛売の機会に至らざる」「利潤の目途も更に相立たず」と記されており、利益は少なかった。
2006年（平成18年）から復刻された「品川縣麦酒」は、製法に関する資料が残っていない中、明治初期の条件に近づけて作られている。エド酵母と秋田県の水を使用しており、アルコール度数は5.0%である。品川区内で販売されているほか、ふるさと納税の返礼品にもなっている。